# Klárafalva
Klárafalva is een plaats (község) en gemeente in het Hongaarse comitaat Csongrád. Klárafalva telt 516 inwoners (2002).